# VVS Moscú
El VVS Moscú (en ruso: Военно-Воздушные Силы (Москва) / en inglés: Moscow Military Air Force) fue un equipo de fútbol de la Unión Soviética que alguna vez jugó en la Primera División de la Unión Soviética, la máxima categoría de fútbol en el país.

## Historia
Fue fundado en el año 1945 en la capital Moscú y era el equipo que representaba a la Fuerza Aérea Soviética, el cual también formaba parte en otros deportes como hockey sobre hielo, baloncesto y voleibol, los equipos de baloncesto y voleibol ganaron el título nacional en 1952, y su sección de hockey sobre hielo ganó el título nacional en tres ocasiones.
Luego de dos temporadas en la Primera Liga Soviética consigue el ascenso a la Primera División de la Unión Soviética en 1946, manteniéndose en la máxima categoría por seis temporada en donde su mejor participación fue en la temporada de 1950 en la que terminó en cuarto lugar.
El club desaparece en 1952 luego de la muerte de José Stalin y el proceso de desestalinización que iniciaba en la Unión Soviética.

## Palmarés
- Primera Liga Soviética: 1

1946

## Temporadas
| Temporada | División         | Pos. | J  | G  | E | P  | GF | GC | Pts | Copa | Goleador               |
| --------- | ---------------- | ---- | -- | -- | - | -- | -- | -- | --- | ---- | ---------------------- |
| 1945      | Grupo 2 (2)      | 2    | 17 | 9  | 6 | 2  | 32 | 12 | 24  | 1/32 |                        |
| 1946      | Grupo 2, Sur (2) | 1    | 24 | 16 | 5 | 3  | 56 | 22 | 37  | 1/16 |                        |
| 1947      | Grupo 1 (1)      | 13   | 24 | 3  | 5 | 16 | 21 | 54 | 11  | 1/16 | Viktor Ponomaryov (8)  |
| 1948      | Grupo 1 (1)      | 9    | 26 | 9  | 3 | 14 | 33 | 52 | 21  | 1/4  | Viktor Piskovatsky (8) |
| 1949      | Grupo 1 (1)      | 8    | 34 | 13 | 9 | 12 | 48 | 42 | 35  | 1/4  | Sergei Korshunov (12)  |
| 1950      | Class A (1)      | 4    | 36 | 20 | 5 | 11 | 78 | 52 | 45  | 1/4  | Viktor Shuvalov (16)   |
| 1951      | Class A (1)      | 10   | 28 | 11 | 4 | 13 | 44 | 56 | 26  | 1/2  | Sergei Korshunov (13)  |
| 1952      | Class A (1)      | 11   | 13 | 2  | 6 | 5  | 11 | 14 | 10  | 1/4  | Sergei Korshunov (4)   |

## Jugadores

### Jugadores destacados
| - Vsevolod Bobrov - Anatoli Isayev - Konstantin Krizhevsky | - Aleksei Paramonov - Anatoli Porkhunov |